# 境界付き多様体

左側は境界をもたない位相多様体であり，右側は赤で示した境界を持つ位相多様体である．

境界付き多様体（きょうかいつきたようたい，英: manifold with boundary）は微分幾何学における多様体の一般化である．多様体に対して定義される構造の多くは，その定義を境界付き多様体に拡張できる．

## 定義

有限長の円柱は境界付き多様体である．

### 境界付き多様体
上半空間を
{\displaystyle \mathbb {H} ^{n}:=\left\{(x^{1},\dotsc ,x^{n})\in \mathbb {R} ^{n}\mid x^{n}\geq 0\right\}}
と書く．これには Rn の部分空間位相を与え，特に Hn 全体は開かつ閉集合である．
n 次元境界付き位相多様体とは，第二可算公理を満たすハウスドルフ空間であって，任意の点が上半空間の開部分集合 V ⊂ Hn に同相な開近傍を持つものをいう．

### （一般化）チャート
開集合 U ⊂ M と U から Hn の開集合 V への同相写像 φ: U → V ⊂ Hn の組 (U, φ) は一般化チャート（座標近傍）と呼ばれる．

### 境界
Hn の Rn における境界 ∂Hn は xn = 0 を満たす点の全体である．境界付き多様体 M の点 x ∈ M は，x ∈ U かつ φ(x) ∈ ∂Hn であるようなチャート (U, φ) が存在するとき M の境界点と呼ばれる．すべての境界点からなる集合は ∂M と書かれる．
∂M の連結成分は"境界成分"と呼ばれる．
∂M が空のとき，M は通常の（境界のない）多様体である．

## 構造

### 可微分構造
境界のない多様体と同様，境界のある多様体にも可微分構造を定義することができる．境界付き可微分多様体は，任意の2つのチャート (U, φ), (V, ψ) について，写像
{\displaystyle \phi \circ \psi ^{-1}|_{\psi (U\cap V)}\colon \psi (U\cap V)\to \phi (U\cap V)}
が微分同相であるような境界付き多様体として定義される．{\displaystyle \phi \circ \psi ^{-1}} の定義域 {\displaystyle \psi (U\cap V)} が Hn の境界点を含んでいるならば，{\displaystyle \phi \circ \psi ^{-1}} の微分可能性を調べるためには, ψ(U ∩ V) を含むが Hn の部分集合ではないような Rn の開集合をとらなければならない. もちろん，すべての境界付き多様体に微分構造を定義できるわけではない．境界付き多様体は通常の多様体同様いくつかの異なる微分構造をもちうる．

### 向き付け
境界付き（可微分）多様体 M において，境界 ∂M は M の部分多様体である．M が向き付け可能であると仮定すると，境界 ∂M も向き付け可能である．

## ストークスの定理
境界付き多様体の助けを借りて，ストークスの積分定理を簡潔かつエレガントに定式化できる．M を向き付けられた n 次元境界付き可微分多様体とし，ω をコンパクト台を持つ n − 1 次の微分形式とすると，
{\displaystyle \int _{M}\mathrm {d} \omega =\int _{\partial M}\omega }
となる．M が境界を持たなければ，右辺の積分は 0 であり，M が 1 次元多様体ならば，右辺の積分は有限和である．

## 頂点付き多様体

### 定義

立方体は頂点付き多様体である．

{\displaystyle {\overline {\mathbb {R} _{+}^{n}}}} を Rn の点であってすべての座標が非負のもの全体とする：
{\displaystyle {\overline {\mathbb {R} _{+}^{n}}}=\{(x^{1},\dotsc ,x^{n})\in \mathbb {R} ^{n}:x^{1}\geq 0,\dotsc ,x^{n}\geq 0\}.}
この部分集合は Hn と同相であるが微分同相ではない．M を境界を持つ（位相）多様体とする．頂点を持つ多様体とは，局所的に {\displaystyle {\overline {\mathbb {R} _{+}^{n}}}} の開部分集合と微分同相な多様体である．このとき M のチャートは "頂点付きチャート" と呼ばれる．頂点付きチャートは対 (U, φ) であって U ⊂ M が M の開部分集合で {\displaystyle \phi \colon U\to {\tilde {U}}\subset {\overline {\mathbb {R} _{+}^{n}}}} が同相なものである．2つの頂点付きチャート (U, φ) と (V, ψ) が整合的とは，{\displaystyle \phi \circ \psi ^{-1}\colon \psi (U\cap V)\to \phi (U\cap V)} が滑らかであることをいう．
境界付き位相多様体の頂点付き滑らかな構造とは M を被覆する頂点付き整合的チャートからなる極大集合である．頂点付き滑らかな構造をもった境界付き位相多様体は頂点付き多様体と呼ばれる．

### 注意
{\displaystyle {\overline {\mathbb {R} _{+}^{n}}}} は Hn と同相だから，境界付き多様体と頂点付き多様体は位相的には識別できない．このため，可微分構造を持たない頂点付き（位相）多様体を定義するのは無意味である．頂点付き多様体の例は長方形である．